# زیمان ۲۹۲۱۲
سیارک ۲۹۲۱۲ (به انگلیسی: 29212 Zeeman، نامگذاری:1991RA41) بیست و نه هزار و دویست و دوازدهمین سیارک کشف شده‌است که در ۱۰ سپتامبر ۱۹۹۱ کشف شد.